# Cristallisation fractionnée (géologie)
Pour les articles homonymes, voir Cristallisation fractionnée.

Diagrammes schématiques montrant les principes de la cristallisation fractionnée dans un magma.

La cristallisation fractionnée est la cristallisation progressive d'un magma due à des changements de conditions physico-chimiques. Ces changements de conditions physico-chimiques sont en général une baisse de pression et de température due à la montée du magma au travers de la croûte terrestre, ou une augmentation de pression due à l'affrontement de plusieurs plaques tectoniques. 
La cristallisation fractionnée se produit notamment sur les bords de la chambre magmatique. On peut observer la cristallisation alternative de minéraux automorphes (on parle de cumulats) et de minéraux xénomorphes (intercumulats, minéraux interstitiels qui cimentent les automorphes) qui sont isolés du liquide résiduel, à l'inverse de la cristallisation à l'équilibre dans laquelle le solide s'équilibre en permanence avec le liquide en échangeant des éléments chimiques. Par exemple, dans le cas des ophiolites on observe des gabbros lités avec une alternance de bandes claires (plagioclases xénomorphes) et de bandes sombres (olivines automorphes). Contrairement à une idée reçue les minéraux ne sédimentent pas par gravité au fond de la poche magmatique. Cette vision est impossible d'après la loi de Stokes. La cristallisation fractionnée est la conséquence d'une dynamique de diffusion d'éléments chimiques dans une chambre brassée ou non par convection.

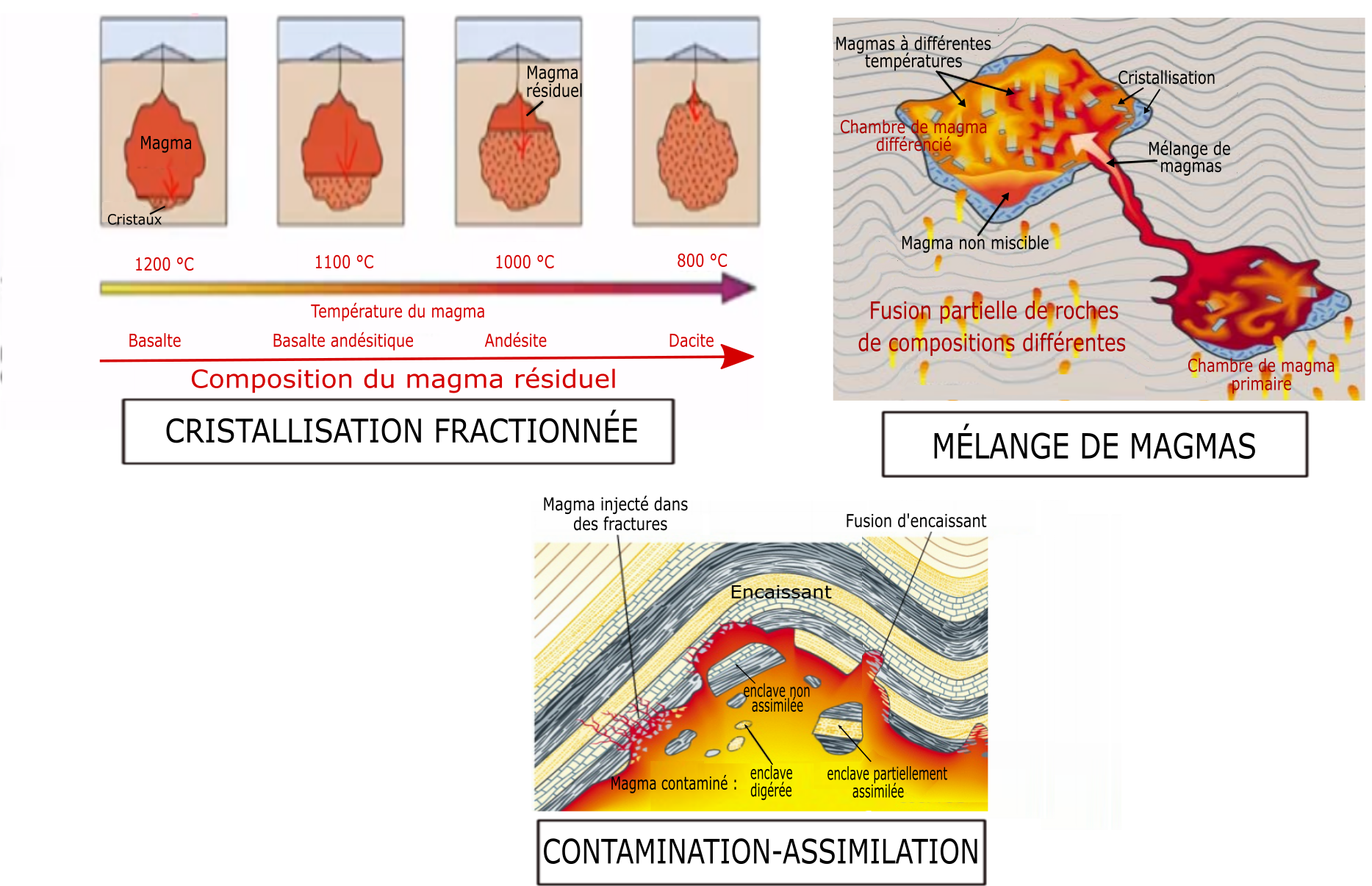
Illustration représentant les principaux processus de différenciation magmatique : la cristallisation fractionnée, le mélange de magmas et la contamination-assimilation.

Pour schématiser, dans le cas d'un magma basique, les minéraux ferro-magnésiens (olivine et pyroxènes) cristallisent les premiers,  appauvrissant le liquide résiduel environnant en Fe et Mg. Les conditions de la cristallisation des minéraux contenant du Na et du Ca sont alors réunies localement et on observe la cristallisation de plagioclases (intercumulats). La convection qui se produit dans la chambre magmatique participe alors à l'homogénéisation du liquide résiduel, rétablissant ainsi l'équilibre chimique et permettant de nouveau la cristallisation de minéraux ferro-magnésiens. Durant ce processus se forme alors un litage minéral qui traduit l'évolution de la concentration locale en minéraux sur les bords de la chambre magmatique. Le magma résiduel quant à lui s'enrichit globalement en silice.
Les différentes roches issues de ces magmas plus ou moins différenciés constituent une série différenciée.
De fait, la cristallisation des silicates dans un magma s'opère dans un ordre bien défini, respectant la suite réactionnelle de Bowen, et produit des assemblages minéralogiques différents : ultramafiques, mafiques, intermédiaires et felsiques. Ces quatre assemblages définissent quatre grands types de roches ignées. 
Prenons comme exemple la cristallisation d'un magma qui refroidit dans une chambre magmatique : les cristaux ne se forment pas tous en même temps comme le veut la série de Bowen. Les premiers minéraux à cristalliser sur le bord de la chambre sont les minéraux de haute température, olivine d'abord, pyroxènes et amphiboles ensuite. Le liquide résiduel est alors appauvri en ces minéraux et le magma a ainsi une composition différente de celle qu'il avait au début du processus.
Si ce magma est introduit dans une chambre secondaire et qu'il poursuit son refroidissement, les premiers minéraux à cristalliser dans cette seconde chambre seront les amphiboles, les biotites, le quartz et certains feldspaths plagioclases, ce qui produira une roche ignée intermédiaire, une diorite par exemple. Si ce magma fait son chemin jusqu'à la surface, les laves seront andésitiques. Par conséquent, on peut obtenir plus d'un type de roche ignée à partir d'un seul magma de composition donnée. 